# Linfen
36°4′55″N 111°31′17″Ø / 36.08194°N 111.52139°Ø
Linfen (kinesisk skrift: 临汾; pinyin: Línfén) er en kinesisk by på præfekturniveau i provinsen Shanxi i det nordlige Kina. Den har et areal på 20.275 km2 , og en befolkning på 4.172.000 mennesker (2007).
Præfekturet har i mange år været stærkt præget af forurening og smog fra kulkraftværkerne i området. 

## Historie
Under Vår- og høstannalernes tid blev præfekturet kaldt Pingyang (平阳). Legenderne fortæller at det var hvor byen Linfen nu ligger, at herskeren Yao havde sin hovedstad over 2000 år f.Kr. 

## Administrative enheder
Bypræfekturet Linfen har jurisdiktion over et distrikt (区 qū), 2 byamter (市 shì) og 14 amter (县 xiàn). 
| Kort             | Kort      | Kort   | Kort           | Kort                   | Kort        | Kort      |
| ---------------- | --------- | ------ | -------------- | ---------------------- | ----------- | --------- |
| Kort over Linfen |           |        |                |                        |             |           |
| #                | Navn      | Hanzi  | Pinyin         | Befolkning (2003 est.) | Areal (km²) | Indb./km² |
| Distrikter       |           |        |                |                        |             |           |
| 1                | Yaodu     | 尧都区 | Yáodū Qū       | 770.000                | 1.304       | 590       |
| Byamter          |           |        |                |                        |             |           |
| 2                | Houma     | 侯马市 | Hóumǎ Shì      | 230.000                | 274         | 839       |
| 3                | Huozhou   | 霍州市 | Huòzhōu Shì    | 290.000                | 765         | 379       |
| Amter            |           |        |                |                        |             |           |
| 4                | Quwo      | 曲沃县 | Qǔwò Xiàn      | 230.000                | 437         | 526       |
| 5                | Yicheng   | 翼城县 | Yìchéng Xiàn   | 310.000                | 1.149       | 270       |
| 6                | Xiangfen  | 襄汾县 | Xiāngfén Xiàn  | 480.000                | 1.304       | 368       |
| 7                | Hongdong  | 洪洞县 | Hóngdòng Xiàn  | 730.000                | 1.494       | 489       |
| 8                | Gu        | 古县   | Gǔ Xiàn        | 90.000                 | 1.190       | 76        |
| 9                | Anze      | 安泽县 | Ānzé Xiàn      | 80.000                 | 1.961       | 41        |
| 10               | Fushan    | 浮山县 | Fúshān Xiàn    | 130.000                | 938         | 139       |
| 11               | Ji        | 吉县   | Jí Xiàn        | 100.000                | 1.779       | 56        |
| 12               | Xiangning | 乡宁县 | Xiāngníng Xiàn | 230.000                | 2.024       | 114       |
| 13               | Pu        | 蒲县   | Pú Xiàn        | 100.000                | 1.508       | 66        |
| 14               | Daning    | 大宁县 | Dàníng Xiàn    | 60.000                 | 963         | 62        |
| 15               | Yonghe    | 永和县 | Yǒnghé Xiàn    | 60.000                 | 1.212       | 50        |
| 16               | Xi        | 隰县   | Xí Xiàn        | 100.000                | 1.412       | 71        |
| 17               | Fenxi     | 汾西县 | Fénxī Xiàn     | 140.000                | 875         | 160       |

## Trafik
Kinas rigsvej 108 løber gennem området. Den begynder i Beijing og fører via Taiyuan, Xi'an og Chengdu mod syd til Kunming i den sydvestlige provins Yunnan.